# Nadim Karam
Nadim Karam (Kaolack, Senegal, 1957) é um artista libanês, pintor, escultor e arquiteto. Suas obras de cunho urbano seguem a fusão artística da escultura, pintura, desenho e outros elementos arquitetônicos. Nadim utiliza suas histórias para evocar a memória coletiva com abordagem peculiar, criando momentos distônicos e contextos absurdos em composições de arte. 

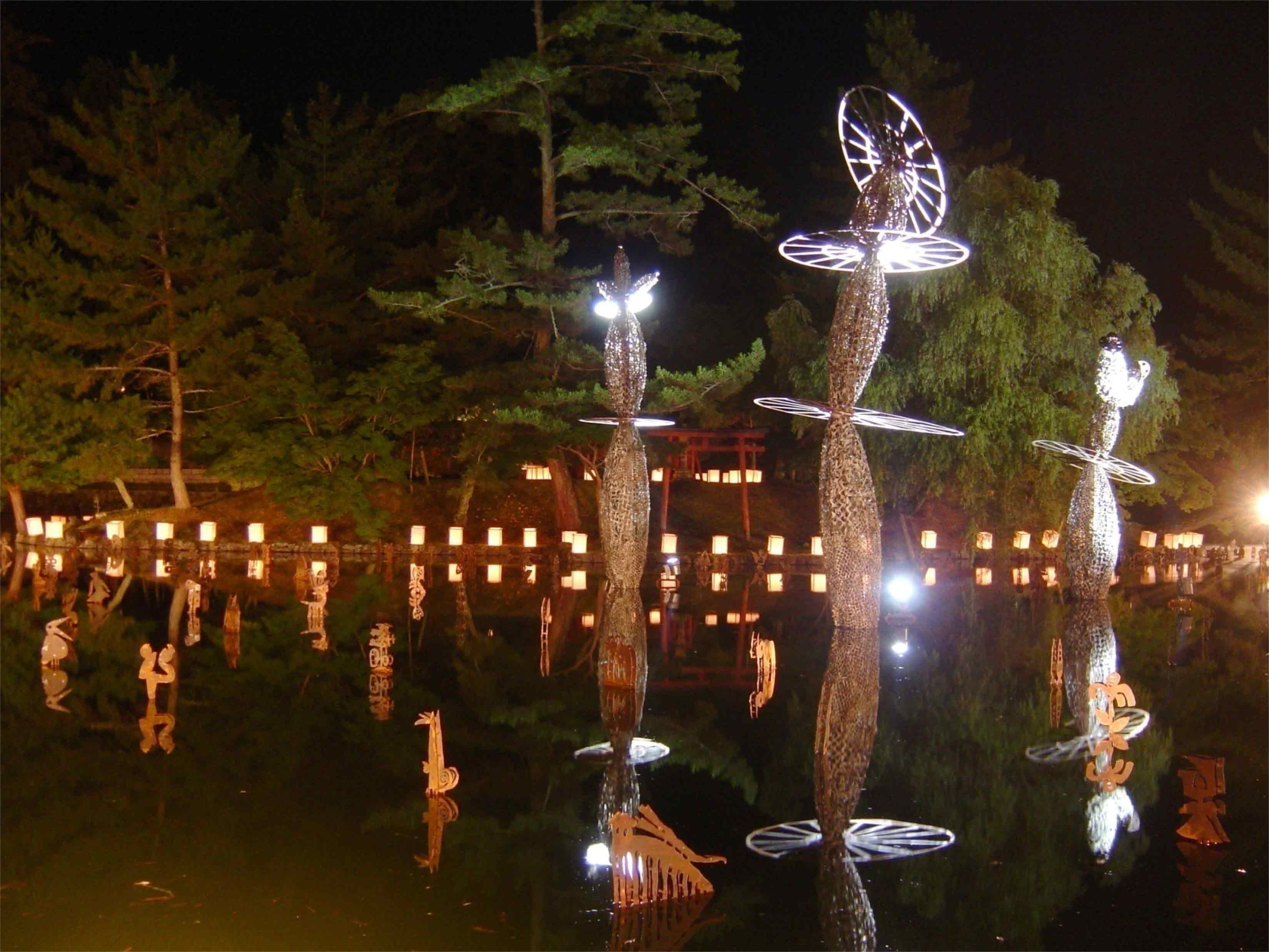
The Three Flowers of Jitchu, obra de Nadim Karam, em Londres

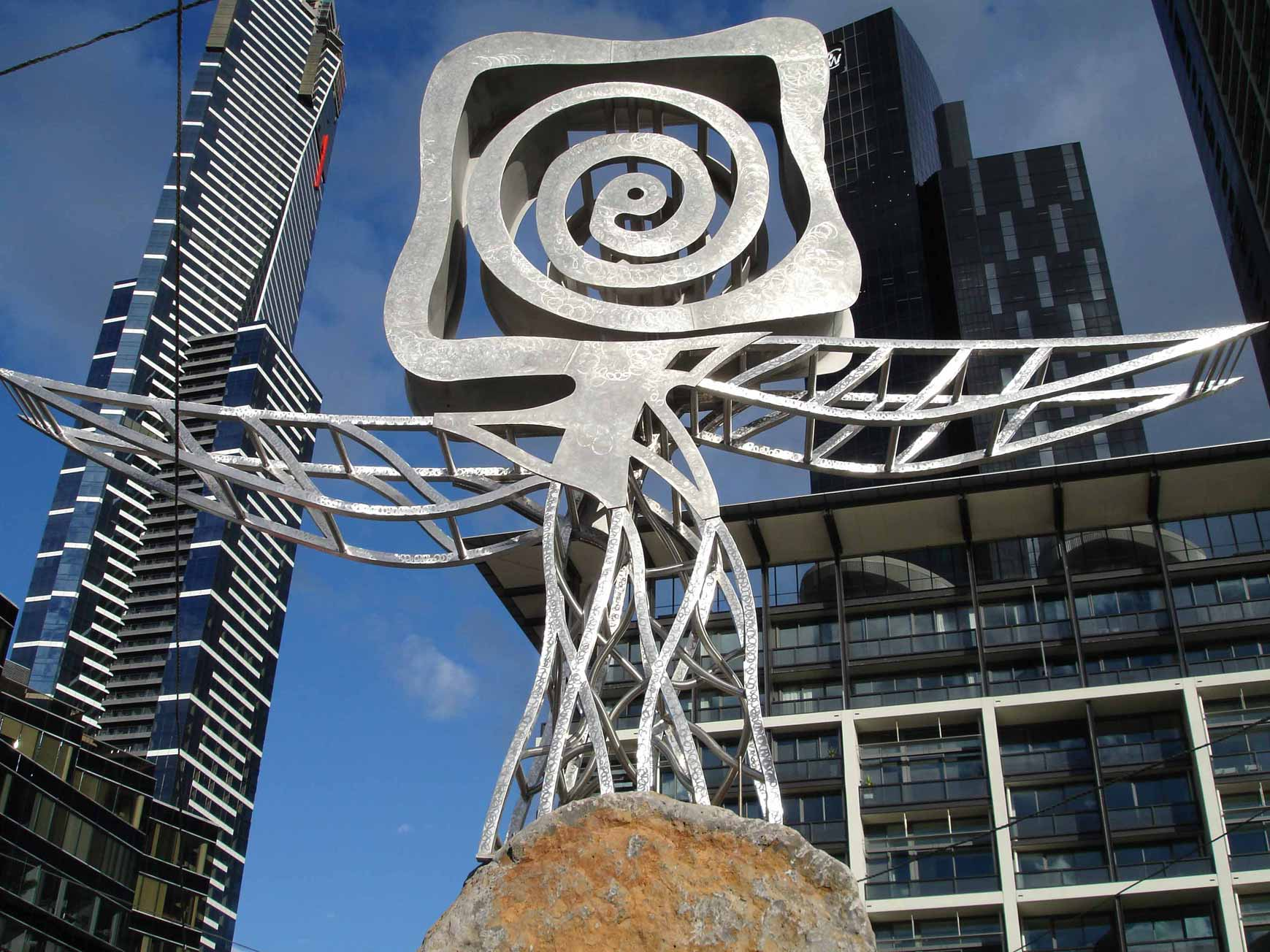
The Travelers, obra de Nadim Karam, em Melbourne

## Vida pessoal
Nadim Karam cresceu em Beirute, capital do Líbano. Em 1982, recebeu a certificação de bacharel em Arquitetura da Universidade Americana de Beirute, no auge da Guerra Civil Libanesa. No mesmo ano em que foi certificado, deixou o país para estudar no Japão por meio da Bolsa de Estudos Monbukagakusho. Na Universidade de Tóquio, desenvolveu interesse pela filosofia japonesa do espacial, recebendo ensinos do arquiteto Harshi, Fumihiko Maki e Tadao Ando. Ainda em Tóquio, criou inúmeras apresentações de arte solo e exposições, enquanto completava o mestrado e doutorado em arquitetura.

## Magistério
Nadim deu aulas no Instituto Shibaura de Tecnologia, em Tóquio, no ano de 1992, juntamente a Riichi Miyake. Tempos depois, retornou a Beirute para criar seu grupo artístico experimental, o Atelier Hapsitus. O nome, derivado da combinação de Hap (happenings; acontecimentos, em tradução livre) e situs (situations; situações, em tradução livre), remonta o prazer de Karam pelo fato do encontro de ambos os fatores que, na maioria das vezes, ocorre de modo inesperado. De 1993 a 2004, lecionou desenho arquitetônico na Universidade Americana de Beirute. De 2000 a 2003, tornou-se decano da Faculdade de Arquitetura, Arte e Design da Universidade de Notre Dame. Em 2002, co-presidiu a Conferência das Nações Unidas de Nova Iorque, para a reconstrução de Cabul. A Conferência foi posteriormente slecionada como curadora do Líbano pela Primeira Bienal Internacional de Arquitetura de Roterdã. A partir de 2006, atuou no Mt Amarat Design Board, em Dubai, e regularmente dá palestras em universidades e conferências ao redor do mundo.

## Projetos de arte urbana
Com o Atelier Hapsitus, empresa de cunho multidisciplinar fundada em Beirute, criou projetos de arte urbana em larga escala em diferentes cidades, incluindo Beirute, Praga, Londres, Tóquio, Nara e Melbourne. Seu projeto para a Ponte Mánes de Praga, na primavera de 1997, foi uma comemoração da liberalização pós-comunista da cidade e um eco de sua história, como a apresentação de obras paralelas às esculturas barrocas da Ponte Carlos. O projeto de arte urbana pós-guerra civil de 1997 a 2002, criado para o centro de Beirute, foi um dos cinco projetos selecionados pelo Instituto Van Alen, em Nova Iorque, para enfatizar o rejuvenescimento vital e moral da cidade após um desastre. No Japão, a obra The Three Flowers of Jitchu, instalada no Templo Tōdai-ji em 2004, comemorou as conquistas do monge Jitchu, do Oriente Médio, cujo desempenho ainda é celebrado anualmente desde no de 752 no local. O projeto em relação ao monge levou, no entanto, vinte anos para obter aceitação das autoridades para ser instalado no Templo Tōdai-ji. A obra The Travelers, de instalação permanente desde 2006, em Victoria, na Austrália, é composta de dez esculturas que atravessam a Ponte Sandrige de Melbourne, contando a história de imigrantes australianos.

## Instalações de arte selecionadas
- 1994: T-Race's BSC-4971 – Sursock Museum, Beirute, Líbano[12]
- 1995: The Carrier – National Museum, Beirute, Líbano[12]
- 1997: T-Race's PCB-137, Manes Bridge, Praga, República Checa[12]
- 1997: The Archaic Procession – Beirut Central District, Beirute, Líbano[12]
- 2001: 101 Water Sprites, Mile End Millennium Park, Londres, Reino Unido[12]
- 2002: Nakameguro – Nakameguro Complex, Tóquio, Japão[12]
- 2003: Notting Hill Stories – Notting Hill Gate, Londres, Reino Unido[12]
- 2004: The Three Magic Flowers of Jitchu – Kagami Lake, Nara, Japão[12]
- 2006: The Travelers – Sandrige Bridge, Melbourne, Austrália[12]
- 2007: The Transients – Gulf Art Fair, Dubai[12]
- 2008: The Cloud of Dubai – Dubai, em progresso[12]
- 2011: Dialogue of the Hills – Amã, em progresso[12]
- 2011: The Genius of the Desert – Contemporary Art Platform Kuwait (CAP), Kuwait[12]
- 2012: Wheels of Chcago – Chicago, Estados Unidos, em progresso[12]
- 2014: Wishing Flower – Projeto residencial de Zaha Hadid's, Leedon, Singapura[12]
- 2016: Stretching Thoughts – Shepherd and Thinker, UWC Atlantic College, Wales, Reino Unido[12]
- 2017: Trio Elephants – Lovers' Park, Armênia[12]
- 2017: Wheels of Inovation – Nissan Headquarters, Tóquio, Japão[12]

## Arquitetura

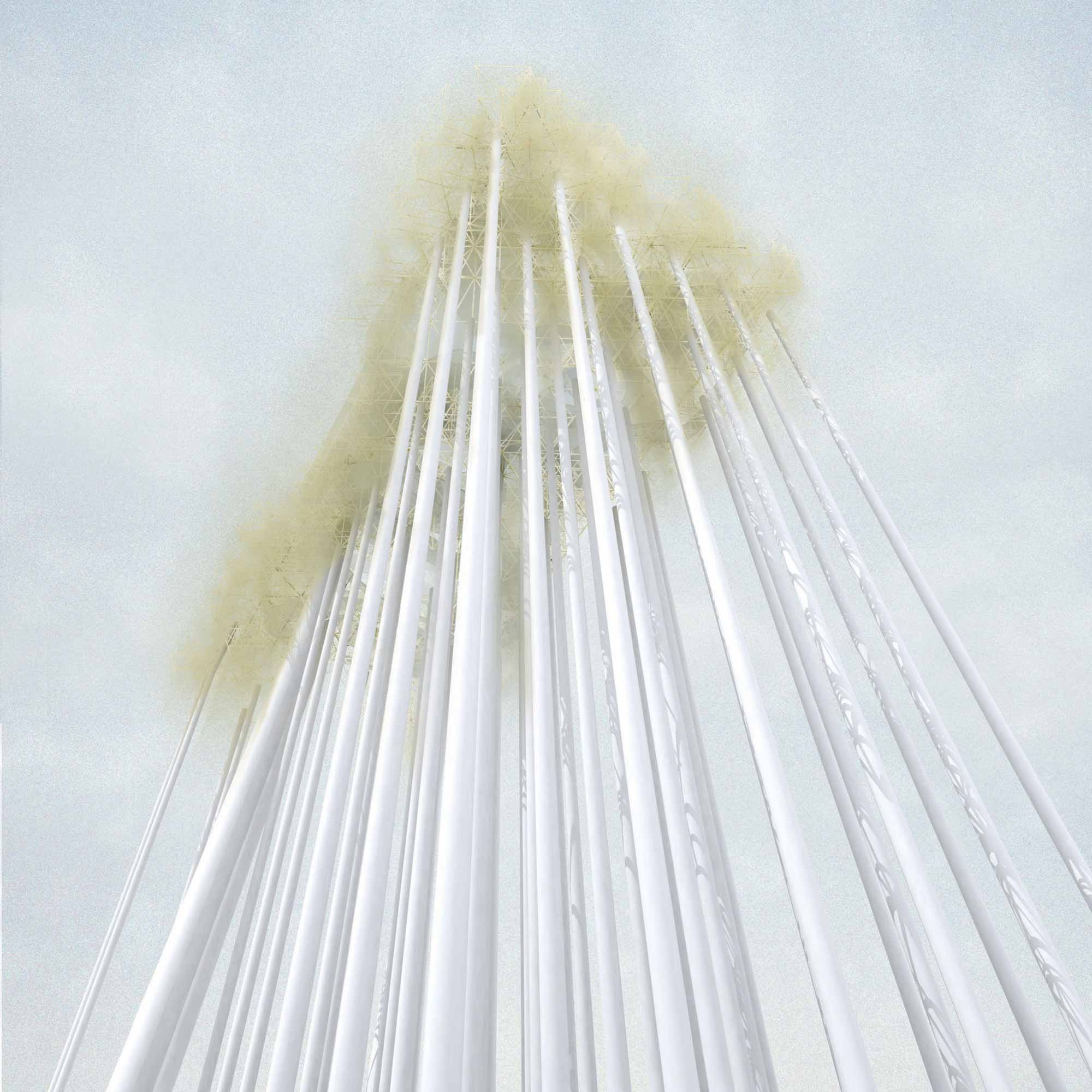
The Cloud of Dubai, projeto de Nadim Karam, em Dubai

Nadim é conhecido principalmente pelo uso de arte conceitual em suas obras, como Hilarious Beirut, que exaltou o anti-estabelecimento de pós-guerra de 1993 para a construção da cidade de Beirute, e The Cloud, um enorme jardim publico que se assemelha a uma nuvem com distância de 250 metros acima do solo. Inspirado pela cidade de Dubai, a obra propõe uma alternativa visual e social à exclusividade dos arranha-céus nas cidades do Golfo. Os projetos exclusivos de arquitetura de Karam incluem a Ponte Net, uma ponte pedestre concebida como porta de entrada para a entrada da cidade de Beirute, com cinco pistas que se entrelaçam. Da mesma forma, seu projeto vencedor de competição para a sede do BLC Bank de Beirute apresenta concepções antigas. Karam colaborou, ainda, com a sede da empresa Aroup Engineers em Londres, dando realidade estrutural e técnica às ideias mais incomuns de arte.

## Projetos ativos
The Dialogue of the Hills é um projeto de arte urbana que busca revigorar o núcleo histórico do Amã, através de uma série de jardins públicos e esculturas para cada comunidade de colinas. As esculturas são projetadas para criar um diálogo com as demais colinas circundantes na cidade, ligando fisicamente e visualmente diversos grupos socioeconômicos. The Wheels of Chicago é um projeto inspirado na própria cidade, com foco na criação da roda-gigante. O projeto icônico enviado ao litoral da cidade simboliza, através de inúmeras rodas, as diferentes composições humanas da cidade e aproveita a brisa do mar para fornecer energia aos parques ao redor.

## Prêmios
- 2011: 10th FEA Distinguished Alumnus Award[18]
- 2008: ASI Steel Award 2008[19]
- 2007: Urban Design Award 2007[20]
- 2007: Melbourne Prize 2007[21]